# Günter Liebig (Politiker, 1928)
Günter Liebig (* 22. Juni 1928 in Berlin; † 3. August 2004 ebenda) war ein deutscher Politiker (FDP).

## Leben
Günter Liebig besuchte die Grund- und Oberschule und wurde 1944/45 zur Wehrmacht eingezogen. 1948 legte er sein Abitur ab und machte anschließend ein kaufmännisches Praktikum in Berlin. Danach studierte er an der Technischen und der Freien Universität Berlin. Ab 1970 war er als selbstständiger Kaufmann tätig und führte die väterliche Firma für Immobilien, Finanzierungen und Hausverwaltungen weiter. 
Liebig wurde 1947 Mitglied der Liberal-Demokratischen Partei (LDP) und der FDP Berlin. Er war von 1969 bis 1971 Vorsitzender der Ortsgruppe Schöneberg-Nord. Von 1971 bis 1975 war er Mitglied des Abgeordnetenhauses von Berlin.